# 国立日帝強制動員歴史館
国立日帝強制動員歴史館（こくりつにっていきょうせいどういんれきしかん、朝鮮語: 국립일제강제동원역사관）は、大韓民国釜山広域市南区にある博物館である。
2007年5月、建設基本計画案策定。2015年12月10日、開館。2016年1月、行政自治部に移管。同年7月11日、国立博物館に登録。